# Radio Montecarlo (Paraguay)
Radio Montecarlo (100.9 FM) es una emisora radial paraguaya de frecuencia modulada ubicada actualmente en la ciudad de Asunción, transmitiendo desde el Edificio Multimedia, sobre la avenida Mariscal López. Desde abril de 2015, pertenece al Grupo Nación de Comunicaciones (hoy Grupo Nación Media).

## Historia
Radio Montecarlo fue fundada el 25 de noviembre de 1994, es una radio que posee los más importantes temas musicales de las últimas décadas, así como las más recientes producciones de artistas plenamente consagrados. 
En sus inicios la programación incluían baladas en español, con el pasar de los años, fue migrando a un estilo retro contemporáneo en inglés, con influencias americanas y británicas, que mantienen hasta el día de hoy. 

## Programas
- Colección Montecarlo
- Más Despiertos que Nunca
- Aire de Todos
- Radio Show
- Animales
- Dale un Mordisco al Disco
- Huellas del Tiempo
- Radio Turismo
- Seveneighties
- Cacho Colmán Express
- El Retrovisor

## Locutores
- Pablo Rodríguez
- Clari Arias
- Marta Díaz Monjagatta
- Aizar Arar
- Rubén Rodríguez
- Mica Chamorro
- Emilio Marín Lozano
- Leo Sobrino
- Carlos Turrini
- Mazizo Torres
- Nelly Gaona
- Raúl Velilla
- Cacho Colmán
- Rafa Barret